# Bogovinje (kommun)
Bogovinje (makedonska: Боговиње, albanska: Bogovina) är en kommun i Nordmakedonien. Den ligger i den västra delen av landet. Antalet invånare är 22 906.
Följande samhällen finns i kommunen Bogovinje:
- Bogovinje
- Kamenjane
- Sinicani
- Dolno Palčište